# 施特爾姆哈爾湖

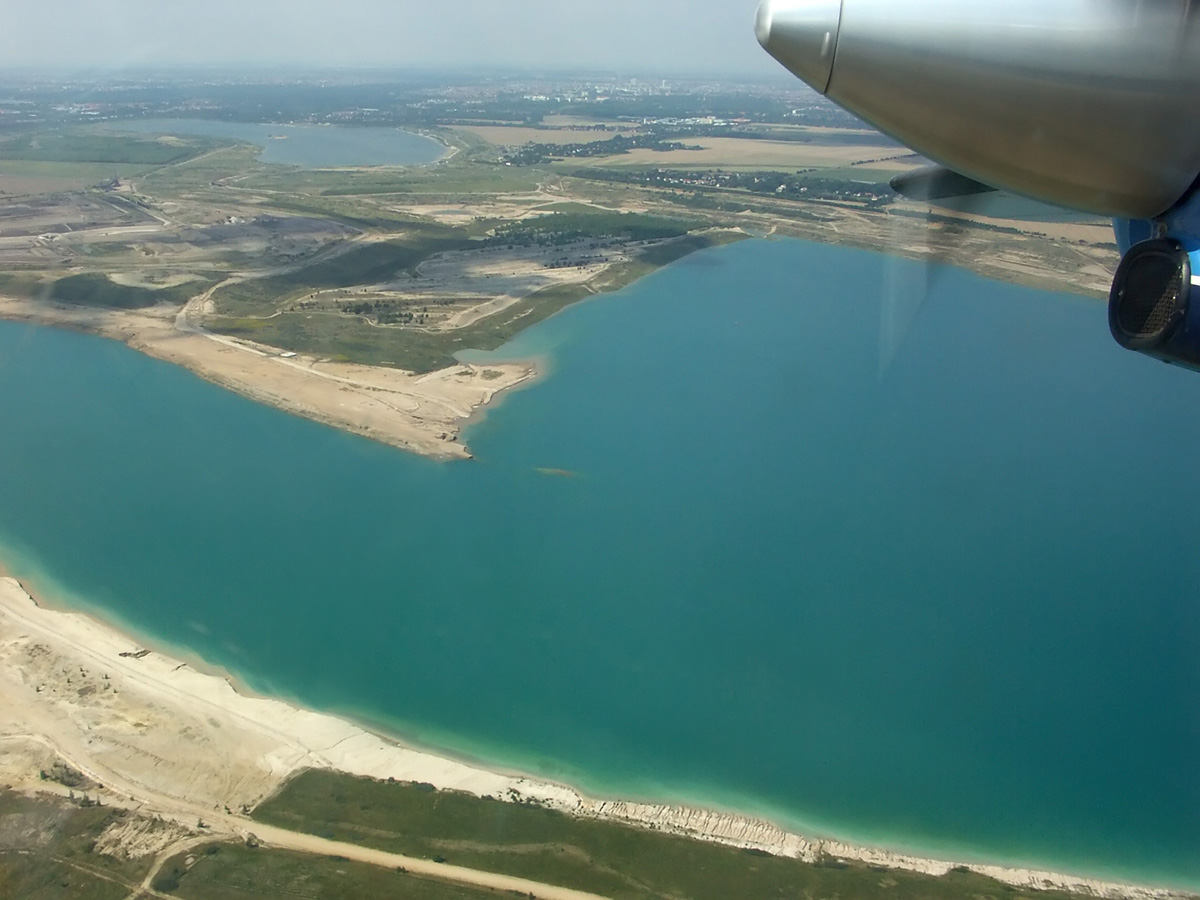

51°14′11″N 12°26′50″E / 51.236281°N 12.447111°E
施特爾姆哈爾湖（德語：Störmthaler See），是德國的人工湖泊，位於該國東部，由薩克森自由州負責管轄，面積7.3平方公里，海拔高度117米，最大水深55米，湖岸線長度20公里。